# Рёсква
Рёсква (Röskva) — в германо-скандинавской мифологии слуга Тора, сестра Тьяльфи, слуги и щитоносца Тора.
В «Младшей Эдде» рассказывается о том, как Тьяльфи расколол кость убитого козла, принадлежавшего Тору. Воскресив своих козлов, Тор увидел, что один из них хромает. В наказание за это он и взял Тьяльфи и Рёскву в свои пожизненные слуги.
Рёсква также принимала участие в путешествии в Утгард, к Ётуну Утгарда-Локи вместе с Тором, Локи и своим братом.